# Andrew Puzder
Andrew Franklin "Andy" Puzder, född 11 juli 1950 i Cleveland, Ohio, är en amerikansk jurist och affärsman.
Puzder avlade kandidatexamen i historia vid Cleveland State University 1975. Därefter avlade han juristexamen vid Washington University 1978. Efter studierna arbetade Puzder som jurist och advokat i St. Louis.
Mellan 2000 och 2017 var Puzder verkställande direktör för snabbmatskedjan CKE Restaurants Holdings. 
Den 8 december 2016 meddelade USA:s nästa president Donald Trump att han valt att nominera Puzder till arbetsmarknadsminister i sitt kabinett som tillträdde den 20 januari 2017. Kritiken mot Puzder som arbetsmarknadsminister var dock stor. Han var bland annat impopulär hos flera fackförbund efter att han motsatt sig förslag om att höja minimilönen och efter att det kommit rapporter om sexuella trakasserier på hans snabbmatsrestauranger. Hans ex-fru anklagade honom för misshandel, en anklagelse som hon dock senare drog tillbaka. Puzder lär även ha utnyttjat svart arbetskraft och en papperslös person jobbade under fem år som städhjälp åt honom. Sammantaget blev kritiken så stor mot honom att han den 15 januari 2017 drog tillbaka sin kandidatur som arbetsmarknadsminister.